# 蓝蓟
蓝蓟（学名：Echium vulgare）为紫草科蓝蓟属下的一个种。

## 扩展阅读
- 維基物種上的相關：蓝蓟